# Austromitra lawsi
Austromitra lawsi är en snäckart som beskrevs av Harold John Finlay 1930. Austromitra lawsi ingår i släktet Austromitra och familjen Costellariidae. Inga underarter finns listade i Catalogue of Life.